# Aulacaspis crawii
Aulacaspis crawii är en insektsart som först beskrevs av Cockerell 1898.  Aulacaspis crawii ingår i släktet Aulacaspis och familjen pansarsköldlöss. Inga underarter finns listade i Catalogue of Life.